# Léman 2030
Ne doit pas être confondu avec Léman Express.
 (avril 2018).
Si vous disposez d'ouvrages ou d'articles de référence ou si vous connaissez des sites web de qualité traitant du thème abordé ici, merci de compléter l'article en donnant les références utiles à sa vérifiabilité et en les liant à la section « Notes et références ».

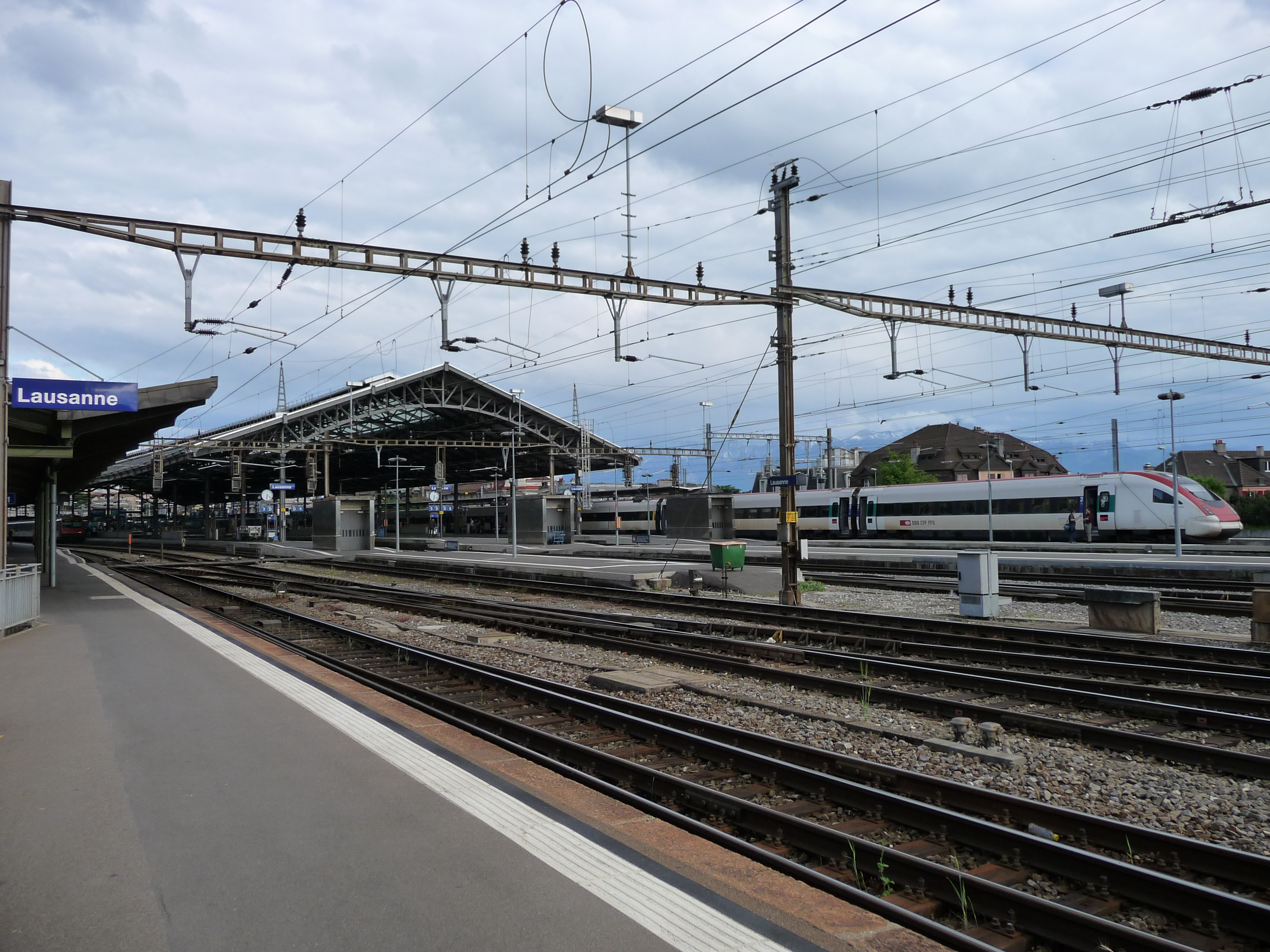
La gare de Lausanne, au cœur du projet Léman 2030

Léman 2030 est un projet suisse visant à améliorer considérablement la desserte ferroviaire dans la région lémanique, principalement entre Lausanne et Genève. Lancé en partenariat par les chemins de fer fédéraux suisses et les cantons de Vaud et de Genève, le projet est une phase importante de la réalisation du Léman Express.

## Contexte
En l'an 2000, les CFF ont enregistré 25 000 voyageurs par jour entre Lausanne et Genève. En 2010, ce nombre avait doublé, et les prévisions estiment qu'il pourrait encore doubler d'ici 2030. Qui plus est, l'axe ferroviaire entre les deux villes est saturé, de même que les deux gares concernées, si bien qu'il est difficile de faire circuler des trains supplémentaires. Enfin, la ville de Genève doit également faire face au flux de travailleurs transfrontaliers.
Le projet Léman 2030 vise à répondre à ces problèmes, principalement en augmentant le nombre de places et la cadence des trains.

## Caractéristiques du projet

### Horaire Romandie 2013
La première étape du projet se réalise en décembre 2012 avec la mise en service de l'horaire « Romandie 2013 ». Ses principales caractéristiques sont l'introduction du Regio Duplex, la cadence à la demi-heure et le prolongement de la ligne en alternance jusqu'à Vevey ou Palézieux et Romont pour la ligne RegioExpress entre Lausanne et Genève. Les InterRegio seront accélérés, entre Genève et Lucerne en supprimant les arrêts de Palézieux et Romont, et entre Genève et Brigue, par la suppression des arrêts à Gland (Vaud) et Renens. La ligne ICN entre Genève et Saint-Gall/Bâle sera également accélérée par la suppression des arrêts à Nyon et Morges.

### Infrastructures mises en place et chantiers en cours

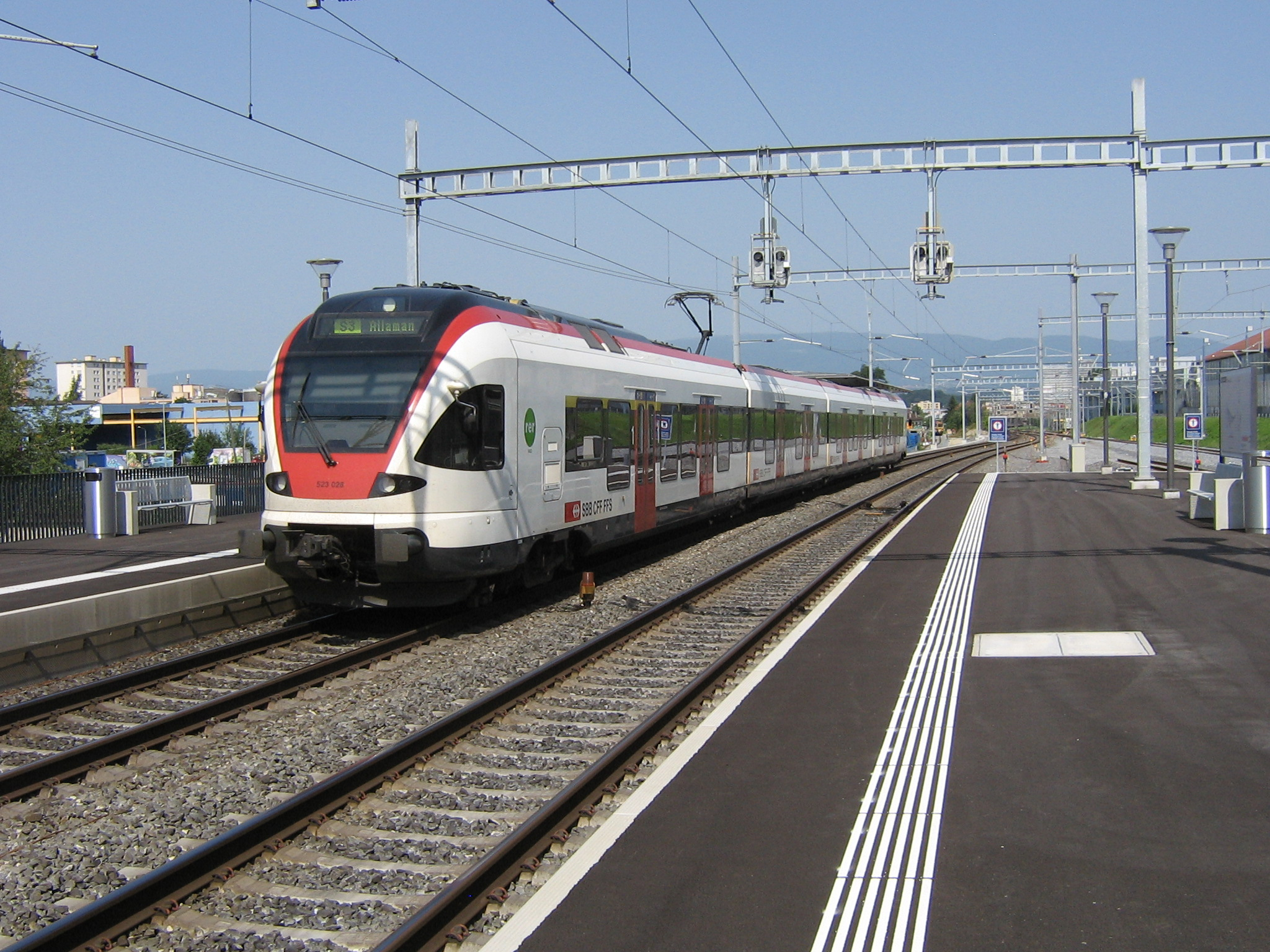
Une rame régionale RABe 523 dans la nouvelle gare de Prilly-Malley.

Le projet s'appuie sur plusieurs chantiers majeurs et mineurs.
Dans la région de Lausanne, la première étape a été la mise en service de la gare de Prilly-Malley, afin de densifier les arrêts du RER Vaudois. Elle est suivie par la construction d'une quatrième voie entre Lausanne et Renens et d'un saut-de-mouton (une voie passant par-dessus une autre), les deux inaugurés le 29 septembre 2022 après huit ans de travaux et ayant coûtés 280 millions de francs, soit 65 millions pour le saut-de-mouton et 215 millions pour la quatrième voie. Le but est de permettre la cadence du RER au quart d'heure entre Cully et Cossonay. La gare de Lausanne devra elle aussi être modifiée : les quais seront élargis, et leur longueur passera à 420 mètres, afin d'accueillir les futurs Duplex Grandes lignes.
La gare de Genève, saturée en heure de pointe, sera modifiée pour recevoir deux voies supplémentaires et ainsi augmenter sa capacité. L'arrêt de La Plaine verra également ses quais agrandis à 225 mètres.
Enfin, deux autres chantiers sont prévus sur la ligne entre Lausanne et Genève. À Founex, une voie sera construite pour permettre le dépassement des trains de marchandises. De plus, des points de croisement seront construits à Mies et Chambésy.

### Matériel roulant

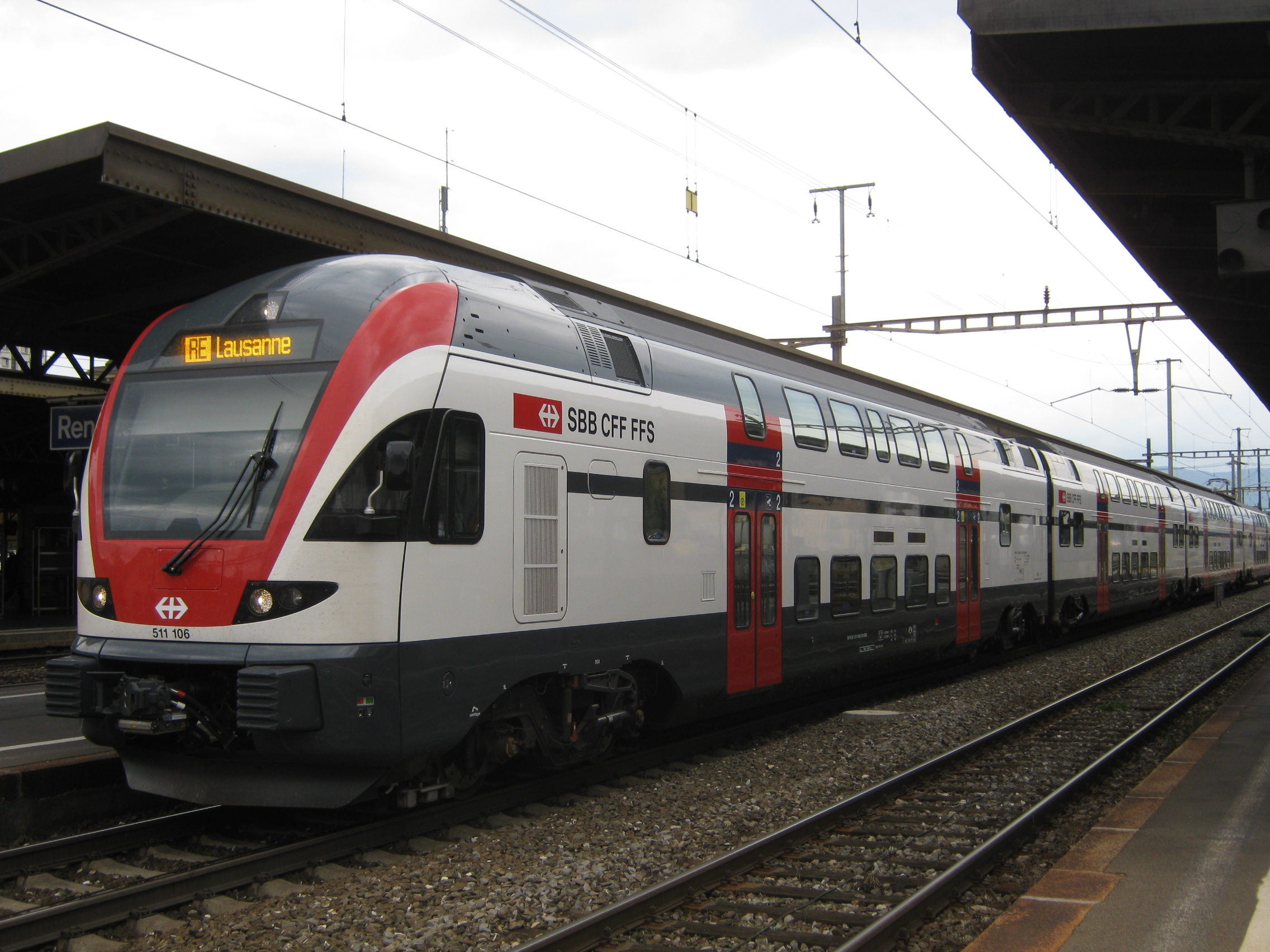
Le Regio Duplex du projet Léman 2030, en gare de Renens.

Le matériel utilisé sera adapté aux besoins du projet, tant pour les dessertes nationales que pour le trafic RER.
Au niveau national, les CFF mettront en service le Duplex Grandes lignes, train pendulaire à deux étages capable de haute vitesse ferroviaire. Ces rames seront mises en service sur la ligne InterCity entre Genève et Saint-Gall, via Lausanne, Fribourg, Berne et Zurich.
La desserte régionale est composée principalement de rames articulées RABe 523 FLIRT et des RBDe 560 Domino. En 2012, les lignes RegioExpress ont été renforcées par des rames à deux étages RABe 511 KISS.

## Après 2030
Deux autres phases du projet sont prévues, bien qu'encore à l'étude. La phase 2 doit voir la création d'une troisième voie entre Renens et Allaman et l'amélioration de l'offre RER entre Bellegarde et Genève, alors que la phase 3 doit voir l'extension de la troisième voie et la création d'une quatrième entre Rolle et Gland, ainsi que la mise en place d'une nouvelle desserte RER entre Genève et son aéroport.